# Societat Max Planck
La Societat Max Planck per l'Avenç de la Ciència (en alemany Max-Planck-Gesellschaft zur Förderung der Wissenschaften eV) (MPG) és una xarxa d'instituts d'investigació científica a Alemanya. El nom honra la memòria de Max Planck, el físic alemany que va iniciar la mecànica quàntica. Aquesta institució va substituir la Kaiser-Wilhelm-Gesellschaft i és una organització independent i sense ànim de lucre fundada pels governs federal i estatal d'Alemanya.
La Societat Max Planck té reputació mundial com organització d'investigació de ciència i tecnologia. El 2006, les classificacions del Times Higher Education Supplement d'institucions d'investigació no universitàries (basats en la revisió dels seus parells internacionals) van col·locar a la Societat Max Planck com la número 1 en investigació científica i la número 3 en investigació tecnològica a nivell mundial.
La xarxa MPG distribuïda per tota Alemanya i abasta diferents camps de la ciència. Amb 16 Premis Nobel guanyats pels seus científics des de 1948, generalment la hi recorda com la més destacada organització d'investigació de ciències bàsiques a Alemanya.
L'any 2013 fou guardonat amb el Premi Príncep d'Astúries de Cooperació Internacional.

## Lingüística
En l'àmbit de la lingüística, i a través del Departament d’Evolució Lingüística i Cultural de l’Institut Max Planck d’Antropologia Evolutiva de Leipzig, va presentar en públic l'abril del 2023 la base de dades d'estructura lingüística més gran del món, Grambank, que inclou la comparació de 190 propietats gramaticals de 2.400 llengües del món (entre elles el català), de les més de 7.000 existents, i que inclou en conseqüència més de 400.000 punts de dades. La base de dades, que va restar d'accés obert, fou el resultat d'un estudi sobre la diversitat lingüística publicat a la revista Science.